# Референдум о изградњи рафинерије у Смедереву 2010.
Неуспели референдум у Смедереву је одржан 8. августа 2010. на коме се становништво града изјашњавало о томе да ли је за изградњу рафинерије за прераду сирове нафте. Није успео због недовољне излазности, али може бити поновљен.

## Позадина
За предложену изградњу рафинерије, једини понуђач је Комико оил, ћерка фирма конзорцијума „Комико оверсиз“. Седиште конзорцијума је у Амстердаму где је формиран 2006. зато што је раније између Холандије и Србије потписан уговор који омогућава лакшу и ефикаснију привредну сарадњу. Чине га компаније „Брајан Мери” (инвестициона банка која ће у сарадњи са Европском инвестиционом банком финансирати изградњу), „Бејзик еквипмент” (који производи опрему за нафтну индустрију) и „Глобалгас” (који поседује нафтне бушотине у Нигерији).
Вредност планиране инвестиције је око 250 милиона долара. За закуп грађевинског земљишта у индустријској зони Смедерева Комико оил је понудио 4,25 милиона долара, а са компанијом Транснафта потписао је меморандум за изградњу крака гасовода од Панчева до Смедерева вредности 15 милиона долара. Планирано је да у рафинерији буде запослено између 300 и 500 људи, а на самој изградњи рафинерије радило би 2 000 радника. Планирано је да се производи 100 000 барела нафтних продуката дневно. Сирова нафта која би се прерађивала у смедеревској рафинерији била би допремана из Нигерије и Руске Федерације. Бродовима би стизала до лука на Црном мору, а потом би речним бродовима била транспортована до постројења у Смедереву. Планирана је производња бензина, евродизела и керозина, најпре за потребе домаћег тржишта, а потом и за извоз у Хрватску и Македонију.
У Смедереву је тада била на власти коалиција коју чине странке Демократска странка, Социјалистичка партија Србије, Покрет за Смедерево, Нова Србија, Смедеревска демократска странка и Српски покрет обнове која подржава пројекат и која је ушла у спор са странкама опозиције коју чине Демократска странка Србије, Српска радикална странка, Српска напредна странка и Коалиција за боље Смедерево, на чију иницијативу је донета одлука о одржавању референдума. Странке на власти се нису сложиле ни са одржавањем референдума, сматрајући га губљењем времена. Опозиција је овим поводом организовала протесте а седнице градске скупштине су више пута одлагане због неслагања и у самој владајућој коалицији. Бивши коалициони партнери градоначелника Смедерева Предрага Умичевића су га оптужили да је земљу предвиђену за рафинерију издао у закуп пре скупштинске и законом утврђене процедуре што је он порекао. Накнадно је Умичевић признао да је са фирмом Комико оил потписао уговор о регулисању међусобних права чије постојање није било познато одборницима, али је изјавио да потписани уговор не важи без одлуке Скупштине града те да самим тим није било незаконитог деловања. Он је био и против референдума јер по његовим речима „Оваква изјашњавања шаљу лошу слику Србије страним инвеститорима“ и изразио је наду да се такав референдум више никада неће организовати у Србији.
За изградњу рафинерије је потребна сагласност Министарства животне средине и просторног планирања, које подржава изградњу рафинерије а референдум сматра политичком неозбиљношћу те је у фебруару, пре сакупљања потписа, самостално одлучило да референдума неће бити. Сам министар животне средине и просторног планирања Оливер Дулић је подржао изградњу уз тврдњу да ће рафинерија бити по еколошким стандардима и да ће градњу водити држава. Комико оил је добио и подршку министра економије и регионалног развоја Млађана Динкића а планови су предочени и премијеру Србије Мирку Цветковићу. Повереник за информације од јавног значаја и заштиту података о личности Родољуб Шабић оценио је као позитивно то што су информације о рафинерији у Смедереву ипак стављене на располагање, али да није добро што је уговором између локалних власти и страног партнера било уговорено искључење јавности и што је било потребно да он интервенише.
Страна која подржава изградњу истиче предност нових радних места у рафинерији док се противници руководе загађењем које ће рафинерија изазвати у Смедереву, посебно у области производње вина као и утицаја на изградњу бање Југово.

## Референдум
Референдум је расписан за 8. август 2010. године. након што је поднето око 16. 000 потписа грађана од потребних 9. 710.
Референдум није успео, јер да би успео на биралишта је требало да изађе половина плус један бирач што се није догодило. Референдум може бити поновљен за шест месеци.
Према незваничним резултатима, за изградњу рафинерије се изјаснило свега 27 процената, док је против било чак 70 процената гласача изашлих на референдум.

## Последице
Уколико пројекат пропадне, Комико оил планира да рафинерију нафте изгради у Ковину или у Пожаревцу док су предложене и локације у Београду (Сурчин, Гроцка, Обреновац), Суботици и Новом Саду а уколико референдум буде позитиван, почетак изградње рафинерије је планиран за два до три месеца од дана одржавања референдума и план је да буде пуштена у рад кроз 36 месеци. Комико оил на пројекту ради пет година.
По објављивању резултата референдума, градоначелник Смедерева Предраг Умичевић изјавио је да „остаје да се на првој седници Скупштине града, једноставно изјаснимо за издавање земље у закуп када скупштина буде верификовала уговор, онда може инвеститор да приступи даљим корацима, а то је добијање грађевинске дозволе и изградња рафинерије“. Заменик генералног директора Комико оила Радомир Радивојевић изјавио је да је исход смедеревског референдума „ветар у леђа“ и да је конзорцијум пристао на референдумско изјашњавање грађана, иако то није било предвиђено већ потписаним меморандумом као и да ће увек примењивати онај закон који је строжи. Саша Радосављевић, председник градског одбора Демократске странке Србије, једне од опозиционих странка које су тражиле референдум, рекао је да је три четвртине грађана „што није мали узорак“ рекло „не“ рафинерији и да „свака власт која се усуди да ради нешто мимо воље тако великог броја грађана мора да размишља шта ће се десити“.